# Dekanat Miastko
Dekanat Miastko – jeden z 24 dekanatów diecezji koszalińsko-kołobrzeskiej w metropolii szczecińsko-kamieńskiej. 
W skład dekanatu wchodzą następujące parafie:
- Dretyń, parafia pw. Niepokalanego Poczęcia NMP
  - kościół filialny: Trzcinno
- Koczała, parafia pw. Narodzenia NMP
  - kościół filialny:
    1. Starzno
    2. Bielsko
- Miastko, parafia pw. Miłosierdzia Bożego
- Miastko, parafia pw. NMP Wspomożenia Wiernych
  - kościół filialny: Świeszyno
- Miłocice, parafia pw. św. Michała Archanioła
  - kościół filialny:
    1. Słosinko
    2. Wołcza Wielka (kościół ewangelicki)
- Piaszczyna, parafia pw. Miłosierdzia Bożego
  - kościół filialny:
    1. Pietrzykowo
    2. Wałdowo, kościół pw. św. Stanisława Kostki
- Suchorze, parafia pw. św. Jana Bosko
  - kościół filialny:
    1. Cetyń
    2. Objezierze
- Trzebielino, parafia pw. Niepokalanego Serca NMP
  - kościół filialny: Zielin

## Dziekani miasteccy
| Ryszard Król          | 1973–1979    |
| Alfred Osipowicz      | 1979–1984    |
| Ludwik Musiał         | 1985–1993    |
| Zbigniew Krawczyk     | 1993–1994    |
| Kazimierz Gierszewski | 1994–1998    |
| Józef Turkiel         | 1998–2005    |
| Józef Oleski          | 2005–2016    |
| Jan Cychowski         | 2016-†2018   |
| Andrzej Malczyński    | 2018-obecnie |